# サッカロリシン
サッカロリシン(Saccharolysin、EC 3.4.24.37)は、酵素である。この酵素は、Pro-Phe結合及びAla-Ala結合を切断する。
細胞質に局在するこの金属エンドペプチダーゼは、出芽酵母(Saccharomyces cerevisiae)が持つ。